# Ana Carolina Reston
Ana Carolina Reston Macan (Jundiaí, 4 de junio de 1985 - São Paulo, 15 de noviembre de 2006) fue una modelo brasileña. Llegó a ser ampliamente conocida en el momento de su muerte debido a la causa de la misma, que fueron complicaciones generadas por la anorexia. Estuvo representada por reconocidas agencias de modelos, como Ford, Elite y L'equipe. Estuvo representada en países como China, Turquía, México y Japón, y apareció en campañas publicitarias de prestigio como Giorgio Armani.

## Biografía
Reston nació a unos 50 km de la ciudad de São Paulo, en una familia de clase media. Según la familia, desde la infancia ella soñaba con ser modelo. A la edad de 13 años, comenzó su carrera como modelo después de ganar un concurso de belleza local en su ciudad natal en 1999. Los ahorros de toda la vida de la familia habían sido robados en 2002 y, debido a que solo tenían la pensión de su padre enfermo, Miriam Reston, madre de Carolina, tenía que estar pendiente, cada vez más, de los ingresos de su hija; "ella era mi muleta", dijo en una entrevista. Para 2004, Carolina, de 18 años, mantenía a toda su familia, cosa que, posiblemente generó una presión en ella que contribuyó a los problemas que estaban por venir.
En enero de 2004, con 19 años de edad, realizó su primer viaje al exterior. Estuvo tres meses en Guangzhou (China), cerca de Hong Kong. Reston, como las otras modelos adolescentes, viajó sin compañía, sin amigas ni miembros de su familia, alguien que la hubiera ayudado a comprender la crueldad del mundo de las pasarelas, donde las críticas personales son el estándar. En China, en un casting le dijeron que estaba demasiado gorda. Ella se lo tomó de forma muy personal. Se dice que esto fue lo que le causó anorexia.
Su infelicidad era evidente en las cartas que enviaba a su casa. En una escrita a su madre, Reston describió su llegada a lo que llamaba «ese gran lugar»: 

Me sentí tan pequeña, la ciudad tan grande. No entendí nada... No salió bien. Fallé.

A pesar de sus experiencias en China, seguía soñando con viajar por el mundo modelando, con el fin de ganar más dinero para ayudar a su madre a construir una nueva casa. Siguió trabajando en Brasil, Francia y Japón, el país donde su obsesión por el peso y la evidente distorsión de su imagen corporal se convirtieron en enfermedad. Con 1,70 m pesaba 46 kg, y seguía tomando píldoras para bajar de peso. Llegó a pesar 42 kg.
Realizó un tratamiento psicológico y recuperó un poco de peso, hasta volver a pesar 46 kg. A pesar de que continuaba el tratamiento, su anorexia persistió. Como medida para ayudarla, la familia la mandó a la casa de un tío de Reston, en la costa del Estado de Sao Paulo. En una nota que escribió el 19 de enero de 2006, su tío planteó una rutina diaria que Reston debería seguir para recuperarse. Sin embargo, esto no sirvió para ayudar a Carolina, que cada vez comía menos. Las oportunidades laborales empezaron a menguar y su carrera como modelo prácticamente se había detenido. Para tratar de llegar a fin de mes, trabajó repartiendo folletos publicitarios de clubes nocturnos en Sao Paulo. Los últimos tiempos, Carolina solo se alimentaba de manzanas y tomates. 
El 24 de octubre de 2006, Reston fue ingresada en un hospital con un cuadro de insuficiencia renal.
Como resultado de la anorexia nerviosa, su presión sanguínea se encontraba en niveles peligrosamente bajos, lo que hizo que tuviera dificultades para respirar. Fue entubada, pero su cuadro clínico luego evolucionó a una infección generalizada, septicemia, y la muerte. 
Cuando murió, a los 21 años de edad, la modelo pesaba 43 kg.
Con una altura de 1,70 m, su IMC (índice de masa corporal) era de solo 13,85 (cuando el mínimo es de 18,5 según la Organización Mundial de la Salud).
Su cuerpo fue enterrado en el cementerio de Pirapora do Bom Jesús, en el Gran São Paulo.